# Gail Greenwood
Gail Greenwood (10 de marzo de 1960) es una bajista y guitarrista estadounidense, popular por su trabajo en las agrupaciones Belly y L7.
Su primera banda, The Dames, ganó el premio WBRU Rock Hunt en 1986. Luego ingresó en la agrupación Boneyard como guitarrista, y logró compartir escenario con bandas como Goo Goo Dolls y Social Distortion. En 1993 Tanya Donelly reclutó a Greenwood para unirse a la agrupación Belly como bajista. Tocó en el álbum King y apareció en la portada de la revista Rolling Stone. Donelly disolvió a Belly en 1996 y Greenwood se unió a L7 como bajista el año siguiente. Se mantuvo en dicha banda durante tres años. En el 2001, Greenwood se convirtió en la nueva bajista de Bif Naked.
Gail Greenwood se hizo vegetariana a los 14 años y ha sido straight edge toda su vida.